# Masmolets
Masmolets es una localidad española del municipio de Valls, perteneciente a la provincia de Tarragona, en la comunidad autónoma de Cataluña.

## Historia
A mediados del siglo XIX, el lugar era mencionado como un barrio de la villa de Valls. Aparece descrito en el decimoprimer volumen del Diccionario geográfico-estadístico-histórico de España y sus posesiones de Ultramar de Pascual Madoz de la siguiente manera:

MASMOLETS: barrio de la v. de Valls y de su part. jud., en la prov. de Tarragona, aud. terr. y c. g. de Barcelona. sit. en un llano elevado á la der. de dicha v., de la que depende en todo, y á muy corta dist. de la carretera de Tarragona á Lérida; es punto de hermosa perspectiva, pues desde él se descubren muchos pueblos á der. é izq., una deliciosa campiña y parte del mar.
(Madoz, 1848, p. 284)

En 2023 tanto la entidad de singular como el núcleo de población de Masmolets tenían empadronados 13 habitantes.